# Zwei-Evangelien-Theorie

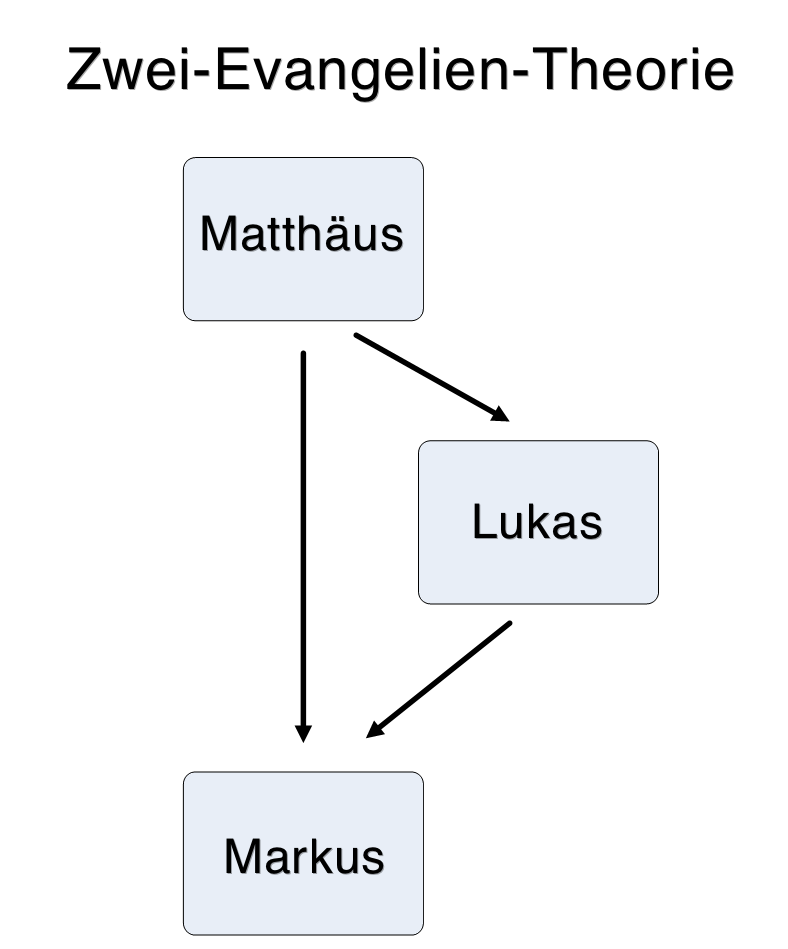
Es wird angenommen, dass Matthäus zuerst geschrieben wurde. Das Lukasevangelium nutzte Matthäus als Quelle. Schließlich wurde das Markusevangelium geschrieben unter Benutzung von Matthäus und Lukas.

Die Zwei-Evangelien-Theorie (oder: Griesbachhypothese, englisch two-gospel hypothesis) ist ein Lösungsvorschlag für das Synoptische Problem. Sie wurde zuerst vom walisischen Theologen Henry Owen formuliert. Möglicherweise hat Johann Jakob Griesbach Owens Überlegungen aufgegriffen und sie in seine Theorie von 1776 einfließen lassen. Die Theorie in der heutigen Form wurde 1964 von William R. Farmer aufgestellt.
Die Zwei-Evangelien-Theorie behandelt das so genannte Synoptische Problem zur Entstehung der drei ersten Evangelien und hat vor allem in den USA  eine gewisse Popularität erlangt. Ihre Hauptvorteile gegenüber der Zweiquellentheorie bestehen darin, dass sie mit den Texten der drei synoptischen Evangelien arbeitet, keine postulierten Quellen braucht (wie etwa bei der Logienquelle Q) und im Einklang mit den Aussagen verschiedener Kirchenväter ab dem 2. Jh. n. Chr. steht. Sie geht davon aus, dass verschiedene traditionelle Darstellungen der Evangelien bezüglich Reihenfolge, Veröffentlichung und Verfasserschaft zutreffend sind.

## Gesichtspunkte der Zwei-Evangelien-Hypothese

### Allgemein
Die generelle Aussage dieses Modells geht zunächst dahin, festzustellen, dass die Evangelien Matthäus und Lukas vor Markus schriftlich entstanden sind. Unter Berücksichtigung verschiedener größerer mündlicher und schriftlicher Überlieferungen soll zunächst Matthäus ein Evangelium geschrieben haben, das wiederum Lukas rezipiert hat und weitere schriftlich und mündlich überlieferte Inhalte hinzufügte. Markus soll schließlich weitgehend auf den beiden bestehenden Evangelien beruhend sein Evangelium verfasst haben.

Fast der ganze Inhalt von Markus findet sich in Matthäus, und viel von Markus findet sich ähnlich in Lukas. Zusätzlich haben Matthäus und Lukas einen großen Umfang an Texten gemeinsam, die in Markus nicht zu finden sind.

### Hauptargumente
- Patristische Belege, wie bei Eusebius von Cäsarea, Kirchengeschichte (Historia Ecclesiastica), Buch VI, 14. Kapitel, 5–7, oder Augustinus, De Consensu Evangelistarum 4,10.11, welche die Matthäus-Priorität überliefern; allerdings folgt bei Augustin auf Matthäus das Markus-Evangelium, so wie bei fast allen Kirchenvätern und überlieferten Traditionen.[8][9][10]
- Das Matthäus-Evangelium war das erste geschriebene (Matthäus-Priorität), dem das Lukas-Evangelium folgte, Markus wiederum hat beide rezipiert mit Schwerpunkt auf Matthäus. Daher die Übereinstimmungen, Unterschiede folgten aus der Absicht von Markus, beispielsweise Differenzen zwischen Matthäus und Lukas zu glätten oder beide Evangelien nur ergänzen zu wollen.
- Das Markus-Evangelium wird durch den Entstehungsort Rom und die dort vorhandene Nähe zu Petrus und Paulus inhaltlich geprägt. Entsprechend spielen beispielsweise die so genannten Logien, wie sie in Matthäus und Lukas zu finden sind, bei Markus keine Rolle, und Jesu Leben und Wirken wird analog erst ab Johannes dem Täufer erzählt.
- Die so genannten Minor Agreements, bei welchen die Evangelien von Matthäus und Lukas leicht vom Markus-Text abweichen, beweisen aus Sicht des Zwei-Evangelien-Modells die spätere Markus-Bearbeitung der Vorlagen von Matthäus sowie Lukas, und damit die spätere Abfassung von Markus.

### Innere und äußere Indizien
Einige Argumente für die Zwei-Evangelien-Theorie stammen aus den Evangelien selber („innere Evidenz“), während andere Hinweise in Überlieferungen der Kirchenväter liegen („äußere Evidenz“). Die Kirchenväter erörterten und überlieferten nicht nur die Verfasserschaft, die Reihenfolge und die Abfassungszeit der Evangelien, sie bezeugt auch spezifische Umstände der Entstehung jedes Evangeliums. So vertreten z. B. überlieferte Texte die Sicht, dass das Markusevangelium entstanden sei, nachdem Markus 50 Kopien einer Reihe von Petrusreden in Rom habe anfertigen lassen. Die Zwei-Evangelien-Theorie bezieht die Ansichten der Kirchenväter mit ein und trifft Annahmen aufgrund innerer und äußerer Indizien.

### Unterschiede zur Zweiquellentheorie
Etwa 25 % des Matthäus- und 25 % des Lukastextes sind identisch, kommen aber bei Markus nicht vor. Von der Zweiquellentheorie wurde dies erklärt als Texte, die aus der hypothetischen Logienquelle Q stammen. Nach der Zwei-Evangelien-Theorie hingegen wurde dieses Material durch Lukas aus dem Matthäusevangelium kopiert, aber von Markus nicht bestätigt, weil Petrus dafür nicht Augenzeuge war. Die Zweiquellentheorie vermutet außerdem, dass das Sondergut des Matthäus und Lukas von weiteren unbekannten Quellen stamme. Die Zwei-Evangelien-Theorie nimmt dagegen an, dass das matthäische Sondergut weitgehend Matthäus’ eigenes Zeugnis darstellt; das lukanische Sondergut hält sie für Augenzeugenberichte, wie sie in den ersten Versen von Lukas erwähnt werden. Zudem liefert sie einen spezifischen Grund, warum Markus mehr Gemeinsamkeiten mit Matthäus als mit Lukas aufweist.

### Vergleich mit der Griesbachhypothese
Griesbach beschrieb seine Lösung des Synoptischen Problems 1789 in seinem Werk Commentatio qua Marci evangelium totum e Matthaei et Lucae commentariis decerptum esse monstratur. Demnach habe Markus das Matthäus- und das Lukasevangelium gekannt und beide Schriften gekürzt wiedergegeben (Kompilation).
Sie gleicht der Zwei-Evangelien-Theorie, ist aber im Prinzip eine literarkritische Theorie. Sie wurde bereits 1764 vom britischen Gelehrten Henry Owen (1716–1795) und 1781 von Friedrich Andreas Stroth (1750–1785) in einem Artikel vorweggenommen. Griesbach, dem man sie zuerst zuschrieb, spielte 1783 darauf an, dass Matthäus das erste Evangelium schrieb und dass Lukas (und nicht Markus) das Matthäusevangelium bei der Komposition des zweiten Evangeliums benutzte.
Griesbachs Theorie formulierte also eine direkte, gegenseitige literarische Abhängigkeit der Synoptiker. Nach Griesbach wurde zuerst Matthäus und dann Lukas geschrieben, der sich auf Matthäus und andere nicht-matthäische Traditionen stützte; schließlich schrieb Markus sein Evangelium unter Benutzung von Matthäus und Lukas. Auf diese Weise behielt Griesbach die Matthäuspriorität bei, wie vor ihm schon Augustinus und im Konsens mit allen anderen Gelehrten bis zum späten 18. Jahrhundert. Griesbachs Hauptargument für seine Theorie liegt in den Stellen, wo Matthäus und Lukas gemeinsam gegen Markus übereinstimmen (z. B. Mt 26,68; Lk 22,64; Mk 14,65), d. h. in den schon genannten Minor Agreements.

## Kritik
Viele typische Argumente zugunsten der Markuspriorität und/oder der Zweiquellentheorie funktionieren auch als Argumente gegen die Zwei-Evangelien-Theorie. Alle Argumente und Gegenargumente aufzulisten würde den Umfang dieses Artikels sprengen. Einige beachtenswerte Kritikpunkte lauten:
- Das Sprachniveau des Griechischen beim Lukas- und Matthäus-Evangelium sinkt hin zum Markus-Evangelium durchgehend deutlich ab, was nicht ausreichend mit dem Hinweis auf ein vermutlich eher volkstümliches Griechisch bei Markus nachvollziehbar ist.[13]

- Die Position in der Zwei-Evangelien-Theorie, Markus habe die Evangelien-Vorlagen von Matthäus und Lukas, teils halbversweise, verschmolzen bzw. zusammengeführt, ist ohne Beispiel in der antiken Text-Kompositionstechnik und redaktionskritisch nicht immer nachvollziehbar. Einheitliche und durchgängige Kompositionstechniken, die Markus nachvollziehbar eingesetzt hat, sind zudem beim Zwei-Evangelien-Modell nicht hinreichend aufgezeigt worden.[14]

- Die vielfach in der Literatur der Zwei-Evangelien-Hypothese vertretene Ansicht, ihr Modell ginge auf zahlreiche Belege bei den Kirchenvätern und in überlieferten Traditionen zurück, trifft nur für die Matthäus-Priorität zu. Fast alle Kirchenväter und überlieferten Tradition führen eine von der Zwei-Evangelien-Hypothese abweichende Reihenfolge der Evangelien und Evangelien-Entstehung an: Matthäus, Markus, Lukas und Johannes.[15]

- Falls Lukas Zugang zur Endgestalt des Matthäusevangeliums hatte, warum gibt es dann so viele bedeutende Unterschiede zwischen Lukas und Matthäus etwa beim Stammbaum Jesu, bei den Umständen seiner Geburt und den Ereignissen nach der Auferstehung? Die Entstehung der Evangelien nach der Zwei-Evangelien-Theorie würde bedeuten, dass Lukas größere Teile der Matthäuserzählungen neu geschrieben hätte – und dies obwohl Matthäus mutmaßlich ein Augenzeuge war, der in Jerusalem lebte und von anderen Augenzeugen umgeben war, was von Lukas nicht gesagt werden kann. Zur Erklärung der Abweichungen zwischen Lukas und Matthäus wurden beispielsweise durch den Hauptschöpfer des Zwei-Evangelien-Modells, William R. Farmer, zusätzliche Nebenquellen eingeführt.[16]

- Hat der Markus-Text die Minor Agreements aus den Evangelien von Matthäus und Lukas übernommen, so wird immer wieder nur schwer plausibel gemacht werden können, warum Markus viele verständlichere oder zusätzliche Formulierungen bei Lukas und Matthäus durch weniger verständliche oder inhaltlich weniger zutreffende Formulierungen ersetzte.[17]

- „Das Auslassungsargument“: Warum würden Markus und Petrus so bemerkenswerte und wundersame Ereignisse wie die Jungfrauengeburt Jesu und besonders seine Erscheinung bei den Aposteln an Ostern auslassen? Matthäus und Lukas bezeugen ausdrücklich, dass Jesus den elf Jüngern, einschließlich Petrus, nach der Auferstehung erschien, und es erscheint unglaubwürdig, dass Petrus diese Tatsache in seinen öffentlichen Reden nicht bezeugt hätte. – Warum wird die Bergpredigt vollständig ausgelassen?[18]

- Folgt man der Zwei-Evangelien-Theorie, wurde das Matthäusevangelium ursprünglich auf Hebräisch geschrieben. Es existieren aber keine solchen Abschriften eines hebräischen Ur-Matthäus. (Die Mehrheit der Gelehrten hält den uns überlieferten Matthäustext für ursprünglich in Griechisch geschrieben.)[19] Dadurch werde ein wichtiger Vorteil der Theorie zunichtegemacht, denn sie benötigt zwar keine hypothetische Quelle Q, bringt aber eine andere hypothetische (allerdings von Papias bezeugte[20]) Quelle ins Spiel: das hebräische Matthäusevangelium.

- Viele (und insbesondere die meisten jüdischen) Gelehrten halten die Vorstellung einer Jungfrauengeburt für eine Folge der Fehlübersetzung von Jesaja 7,14 EU ins Griechische; sie denken daher, dass Matthäus und Lukas Heidenchristen waren.[21] Dies fügt sich gut in die herkömmliche bibelkritische Chronologie ein, wonach beide Evangelien nicht vor 75 n. Chr. geschrieben wurden und Matthäus von einem unbekannten Autor stamme.